# Biomarkers
Biomarkers ist eine wissenschaftliche Fachzeitschrift, die vom Taylor & Francis-Verlag veröffentlicht wird. Derzeit erscheint die Zeitschrift mit acht Ausgaben im Jahr. Es werden Arbeiten aus allen Bereichen der Biomarkerforschung veröffentlicht.
Der Impact Factor der Zeitschrift lag im Jahr 2018 bei 1,730.